# Standard (pel·lícula)
 Standard  és una pel·lícula de l'Argentina filmada en colors dirigida per Jorge Luis Acha sobre el seu propi guió que es va produir el 1989 i mai va ser estrenada comercialment. Va tenir com a actors principals a Libertad Leblanc, Juan Palomino, Jorge Diez, Miguel Oliveira i Amir Benroa.

## Sinopsi
Cinc paletes construeixen i destrueixen el monument que realitza una falsa arquitecta.

## Repartiment
Van intervenir en el film els següents intèrprets:
- Libertad Leblanc
- Juan Palomino
- Jorge Diez
- Miguel Oliveira
- Amir Benroa
- Daniel García
- Juan Villola
- Luis Nieto
- Alberto Pérez Saavedra
- Gustavo Portela
- Oscar Vernales
- Roberto Riobo
- Dante Viracocha
- Pablo Oural
- Germán Oural

## Comentario
Pablo Piedras va escriure:
| « | « ……una inèdita historització… des d'un enfocament que privilegia els objectes d'una cultura de masses...Les icones visuals i sonores representats formen part d'una cultura signada per l'estandardització (pensada com un procés d'equiparació cap avall) que es produeix a través dels mitjans massius de comunicació. …Aquesta sèrie de signes visuals, es relaciona asimètricament amb unes certes icones que apareixen en la sèrie sonora…. Mitjançant la posada en escena, Acha qüestiona la validesa i la paradoxal hibridesa d'aquests sabers “standard” que suposadament ens mantenen units com a societat. En resum, la qual cosa s'està posant en joc és la naturalesa de la nostra beneïda identitat nacional. …una posada en sèrie...que no segueix els cànons convencionals del paradigma occidental: causa – efecte, situació – acció, etc….es prescindeix de la llengua com a via de comunicació. La sèrie sonora no és esclava de les imatges, es desprèn d'elles, funcionant en forma independent i creant climes veritablement pertorbadors....el film inverteix el paradigma narratiu del cinema comercial i transgredeix el del cinema modern. La seva identitat està, construïda sobre el buit del llenguatge.... La totalitat de la pel·lícula se sosté sobre un element que li és aliè, estrany, però necessari per a constituir el seu caràcter diferencial: el llenguatge. Aquest llenguatge institucional, normatiu, es filtra en la posada en escena a través de símbols i icones, visuals i sonors. Així, són qüestionats els mites fundantes de la nostra cultura, develándose com a símbols falsos en ser mostrats en la seva perversa obscenitat. L'extraordinari de la pel·lícula resideix en què mai deixa de ser narrativa … sinó que construeix el seu propi model de representació. Aquesta és una aposta política decisiva...".» | » |

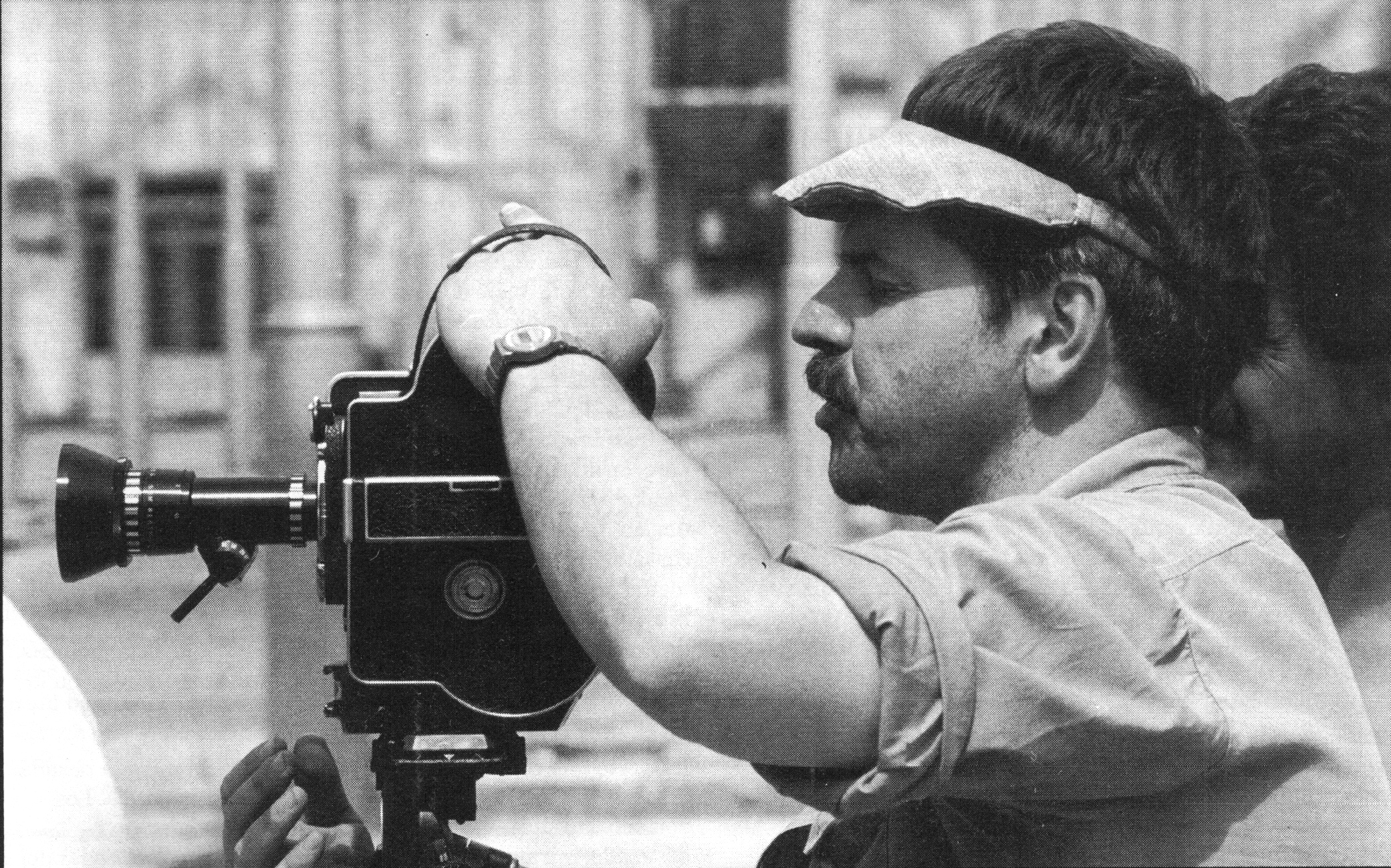
Afitx del film Standard